# تیم ملی والیبال مردان آرژانتین
تیم ملی والیبال مردان آرژانتین تیم ملی والیبال مردان کشور آرژانتین است.

## دست‌آوردها
بهترین دستاوردهای این تیم در سال ۱۹۸۲ قهرمانی جهان و مدال برنز در بازی‌های المپیک تابستانی سال ۱۹۸۸ و ۲۰۲۰ است.